# Altaj op het Türkvizyonsongfestival
De Russische deelrepubliek Altaj nam in de eerste editie in 2013 deel aan het Türkvizyonsongfestival. De deelrepubliek heeft in totaal 1 keer deelgenomen aan het festival.

## Geschiedenis

### 2013
Altaj was een van de 25 deelnemende landen en regio's aan het eerste Türkvizyonsongfestival in 2013. Als een van de weinige regio's organiseerde de omroep een selectie om te bepalen welke artiest het festival mocht gaan. In deze preselectie wist Artoer Marloejokov de professionele jury het meest te overtuigen, met zijn lied Altayym menin, waardoor hij de eer kreeg om Altaj te vertegenwoordigen. 
In Turkije moest elke deelnemer eerst aantreden in de halve finale, waarbij Altaj als eerste aan de beurt was. De halve finale werd overleefd en zodoende plaatste Altaj zich voor de finale. Hierin trad Marloejokov als achtste aan, na Oekraïne en voor de uiteindelijke winnaar Azerbeidzjan. Altaj eindigde op de vijfde plaats.

### 2014
Na geruchten dat Altaj ook in 2014 zou deelnemen, stond de regio niet op de officiële deelnemerslijst die begin oktober gepubliceerd werd. De reden dat Altaj niet deelnam was dat de deelrepubliek geen uitnodiging had ontvangen om deel te nemen.

### 2015
Voor de editie in 2015 meldde Altaj zich opnieuw aan. De omroep besloot ditmaal intern te bepalen welke artiest naar het festival mocht gaan. De Altajse jury selecteerde Emil Tolkotsjekov. Vanwege de ruzie tussen Rusland en Turkije eind 2015 vroeg de Russische regering aan de Russisch deelnemende gebieden om af te zien van deelname aan het festival. Hierop besloot de Altajse omroep om toch niet deel te nemen.
De deelrepubliek is sindsdien niet meer verschenen op het festival.

## Altajse deelnames
| Jaar | Artiest            | Titel         | Fin. | Ptn. | Semi | Ptn. | Taal   |
| ---- | ------------------ | ------------- | ---- | ---- | ---- | ---- | ------ |
| 2013 | Artoer Marloejokov | Altayym menin | 5    | 189  | -    | -    | Altajs |

| Kleur | Betekenis      |
| ----- | -------------- |
|       | Eerste plaats  |
|       | Tweede plaats  |
|       | Derde plaats   |
|       | Laatste plaats |
|       | Gastland       |